# Eunice annulicornis
Eunice annulicornis är en ringmaskart som beskrevs av Johnston 1865. Eunice annulicornis ingår i släktet Eunice och familjen Eunicidae. Inga underarter finns listade i Catalogue of Life.